# 阿贝正弦条件
阿贝正弦条件（德語：Abbesche Sinusbedingung），也称阿贝正弦律成像原理是德国物理学家恩斯特·阿贝在1873年发表的光学镜头设计的重要成像关系式。
阿贝首先得出阿贝公式：
{\displaystyle hN\sin U=h'N'\sin U'}
其中  N 是 球形曲面物场介质的折射率。
N' 是球形曲面像场介质的折射率
U 是入射光线和光轴的夹角.
U' 是出射光线和光轴的夹角
h 是物体的高度。
h' 是成像的高度。

当 U 和   U' 角度小的时候, 上列阿贝公式简化为:
{\displaystyle hNU=h'N'U'}
这公式早先已被意大利数学家拉格朗日发现,称为拉格朗日公式。
阿贝公式中的放大率是 
{\displaystyle M_{A}={h' \over h}={\frac {N\sin U}{N'\sin U'}}}
拉格朗日公式中放大率是
{\displaystyle M_{L}={h' \over h}={\frac {NU}{N'U'}}}

在一般情况下 MA ≠ ML ,也就是说从镜头边缘折射的大角度光线和从镜头中心折射的小角度光线有不同的放大率。
但是恩斯特·阿贝推论:如果镜头的球面像差和彗形像差得到完全得修正，这两个放大率应当相等:
{\displaystyle M_{A}=M_{L}={\frac {N\sin U}{N'\sin U'}}={\frac {NU}{N'U'}}}
由此得出著名的阿贝正弦条件：
{\displaystyle {\frac {\sin U}{\sin U'}}={\frac {U}{U'}}}
阿贝利用阿贝正弦条件这个理论结果配合肖特玻璃厂的新型玻璃为卡爾·蔡司制造出当时最高品質的显微镜.